# Philipp Kohlschreiber
Philipp Eberhard Hermann Kohlschreiber (Augsburg, 16. listopada 1983.) umirovljeni je njemački tenisač. 
U profesionalni tenis ulazi 2001. godine, i otad je osvojio po 7 turnira u obje natjecateljske kategorije (pojedinačno i parovi). Najveći uspjeh na Grand Slam turnirima ostvario je prolaskom u četvrtzavršnicu Wimbledona 2012. godine. Prije toga uspjeha, natjecao se na 31 Grand Slam turniru i nekoliko puta došao do 4. kola.
S Njemačkom Davis Cup reprezentacijom došao je do poluzavršnice tog natjecanja 2007. godine.

## Vanjske poveznice
- Službene internetske stranice  Arhivirana inačica izvorne stranice od 29. siječnja 2016. (Wayback Machine)